# Charles Rahlenbeck
Charles Rahlenbeck (parfois orthographié Rahlenbeek, 1823-1903) est un archiviste et historien belge qui s’est notamment intéressé au protestantisme en Belgique.

## Éléments biographiques
Charles Alexandre Rahlenbeck naît le 4 juin 1823 à Bruxelles. Ses ancêtres, protestants de Louvain réfugiés en Prusse après avoir été exilés des Pays-Bas espagnols au XVIe siècle, sont revenus en 1792 en Belgique. L’écrivain et homme politique libéral Gustave Rahlenbeck (nl) est son fils.
Charles Rahlenbeck fait des études de droit à l’université de Gand, mais il est plus intéressé par la littérature et l’histoire. Il publie en 1843 un recueil poétique intitulé Mes glanes et en 1848 une étude sur le dramaturge danois Johan Ludvig Heiberg.
Collaborateur à la Revue trimestrielle et à la Revue de Belgique (nl), il est également l’auteur de plusieurs notices de la Biographie nationale.
Lors de la guerre franco-prussienne (1870-1871), il soutient l’Allemagne protestante et s’installe à Metz annexé afin de diriger un journal pro-allemand, la Gazette de Lorraine, entre 1871 et 1877.
Il meurt le 1er août 1903 dans son domicile de Saint-Gilles.

## Quelques ouvrages
- 1848 – De l'art dramatique en Danemarck : Heiberg
- 1852 – Histoire de la ville et du comté de Dalhem sur Internet Archive
- 1857 – L’Inquisition et la Réforme en Belgique : Anvers
- 1859 – Mémoires de Jacques de Wesembeke
- 1862 – L’Église de Liége et la Révolution
- 1866 – Les Subtils Moyens par le cardinal Granvelle avec ses complices inventés pour instituer l’Inquisition
- 1877 – Les Protestants de Bruxelles
- 1880 – Metz et Thionville sous Charles-Quint sur Gallica
- 1887 – La Franc-maçonnerie dans la littérature allemande